# Fang La
En aquest nom xinès, el cognom és Fang.
Fang La (mort el 1121) va ser un líder revoltat que va viure durant la Dinastia Song. També se'l presenta com un dels antagonistes i l'enemic mortal dels 108 bandits Liangshan en l'èpic conte xinès Marge d'Aigua.

## Biografia
Fang era un nadiu de Shezhou (en l'actualitat Comtat She (Anhui)). No obstant això, alguns afirmaven que era de Qingxi, Muzhou (avui en dia Comtat Chun'an, Hangzhou). En el 1120, Fang va liderar una revolta contra la Dinastia Song en el Llogaret Qixian de Shezhou. Altres afirmen que va començar una revolta en el Llogaret Wannian, Comtat Chun'an. Les forces de Fang conqueriren Hangzhou i posteriorment va prendre el control sobre parts de l'actual Jiangsu, Zhejiang, Anhui i Jiangxi, amb un total de 52 comtats i sis divisions administratives.
En el 1121, la cort imperial va enviar al general Wang Yuan a dirigir un exèrcit per sufocar la revolta. Un subordinat de Wang, Han Shizhong, es va disfressar i es va infiltrar en Qingxi, capturant a Fang. Més tard, Xin Xingzong, tutor general de Zhongzhou, va dirigir el seu exèrcit per bloquejar la ruta d'eixida de Qingxi i va prendre el control de Qingxi. Fang i 52 dels seus subordinats foren capturats i acompanyats a la ciutat capital de Kaifeng pel general Tong Guan. Quatre mesos més tard, Fang va ser ajusticiat a Kaifeng per càrrecs de traïció a la pàtria.
Entre el 1132-1133 o més tard la revolta va ser relacionada al maniqueisme. Tot i no tenir una connexió original, en la consciència pública i històrica es va confondre amb els disturbis de Taizhou de l'abril-juny del 1121, on el maniqueisme es va estendre.